# Šachové figurky z ostrova Lewis

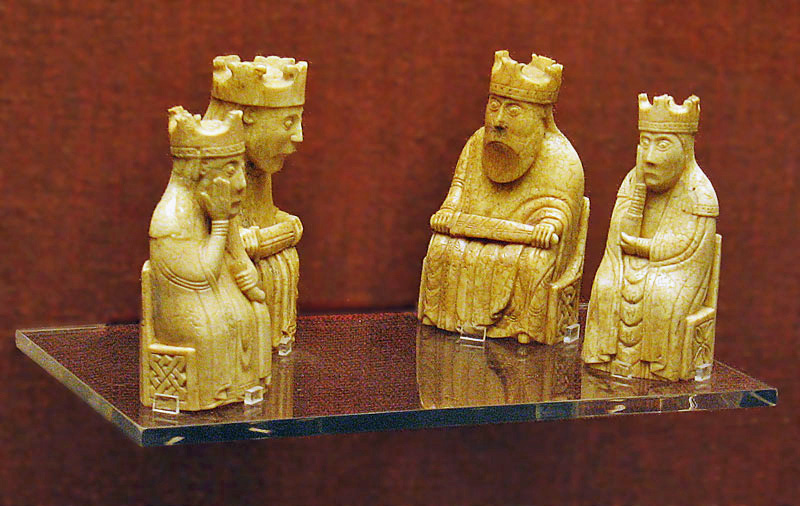
Dva králové a dvě dámy z šachových figurek z ostrova Lewis, 12. stol., Britské muzeum, Londýn

Šachové figurky z ostrova Lewis jsou figurky nalezené roku 1831 v písčitém břehu v zátoce Bay of Uig na západním pobřeží skotského ostrova Lewis ve Vnějších Hebridách.

## Charakteristika figurek
Nález těchto šachových figurek svědčí o pronikání šachů na Britské ostrovy ze severu. Figurky byly vyřezány kolem roku 1150 z mrožích klů a z menší části z velrybích kostí a pravděpodobně jsou islandského nebo norského původu (jsou z doby, kdy Vnější Hebridy ovládali Vikingové). Jde o devadesát tři figurek ze čtyř nebo pěti rozdílných šachových souprav a lze v nich rozlišit osm králů, osm královen, patnáct jezdců, dvanáct věží, devatenáct pěšců a šestnáct střelců v podobě biskupů (zbytek figurek je pro jinou deskovou hru, která je předchůdcem vrhcábů). Některé jsou obarveny červeně. Rozměry figur jsou od 7 do 10,2 cm, rozměry pěšců 3,5 až 5,8 cm.
V současné době jsou figurky vystaveny v Královském muzeu v Edinburghu (jedenáct figurek) a v Britském muzeu v Londýně (osmdesát dva figurek).

## Galerie

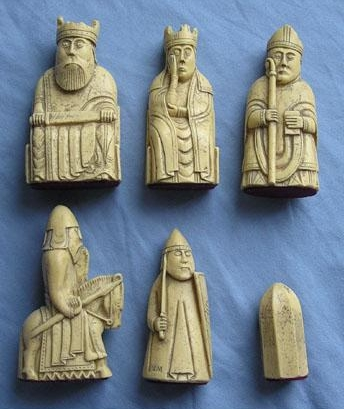
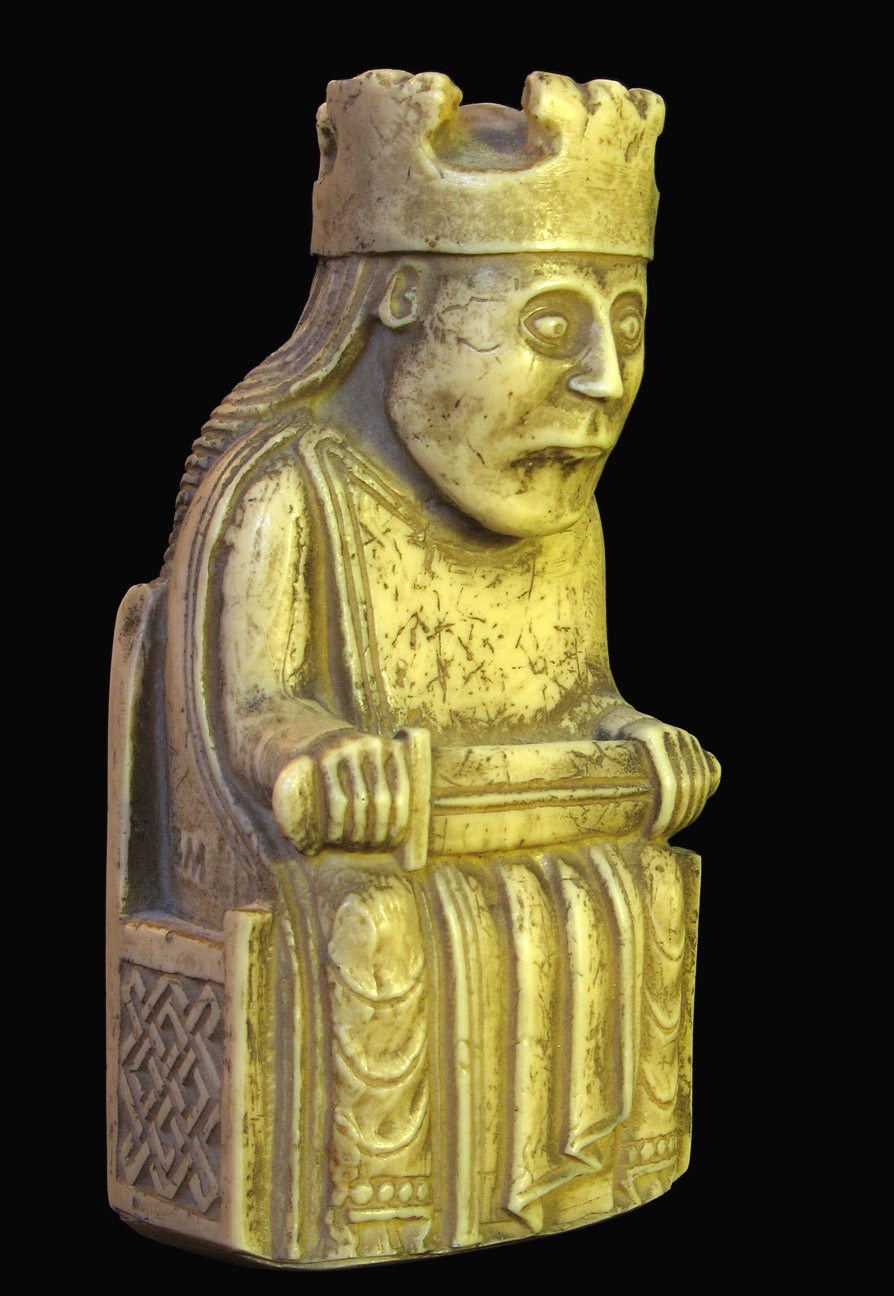
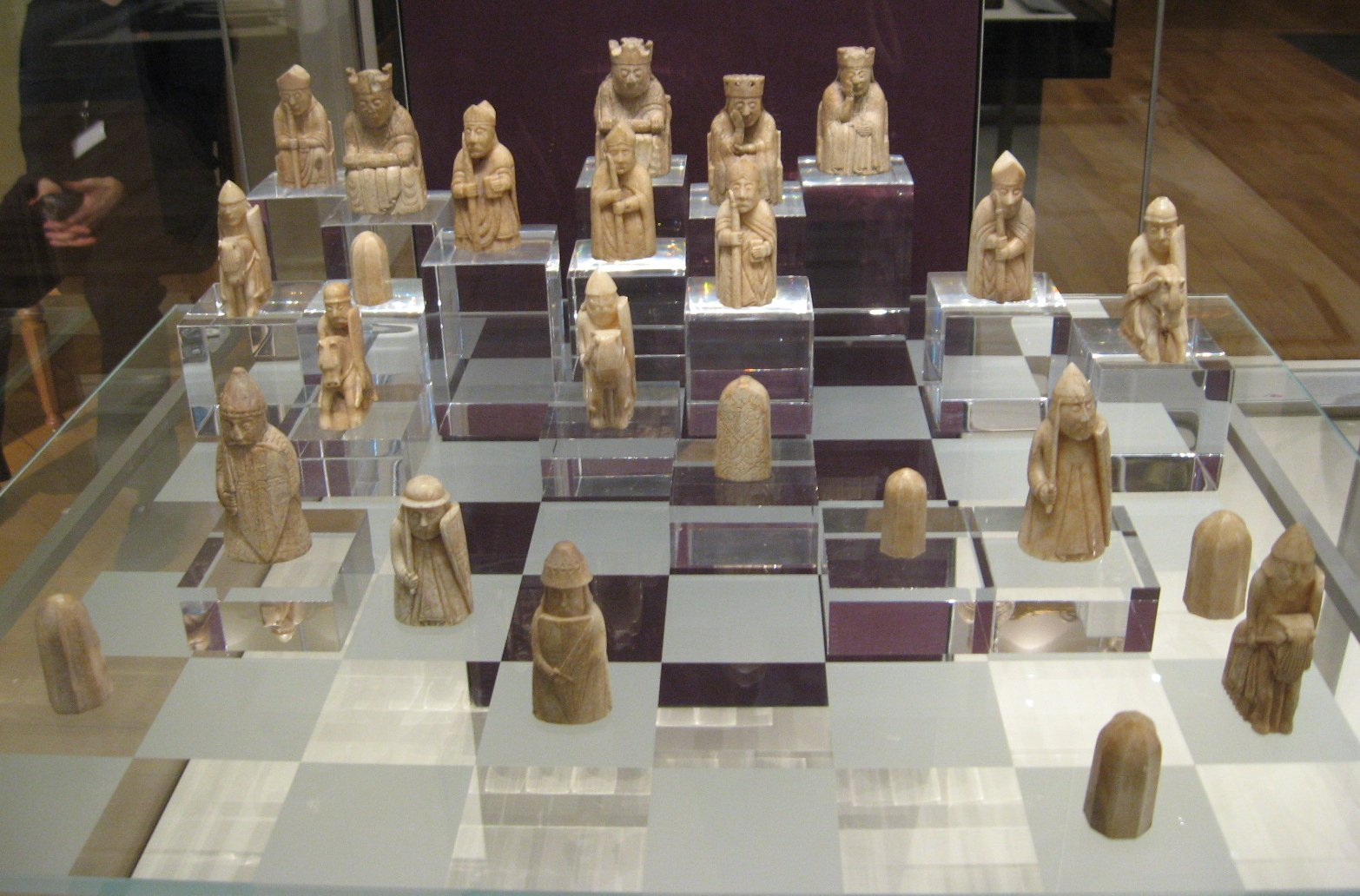
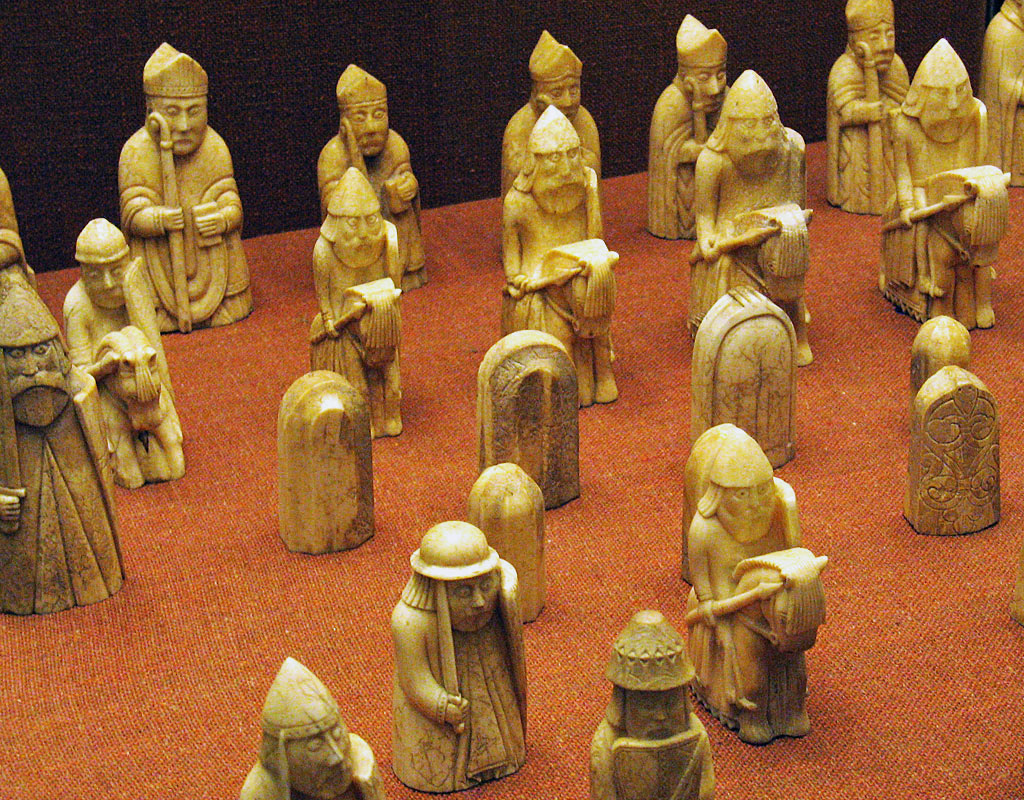
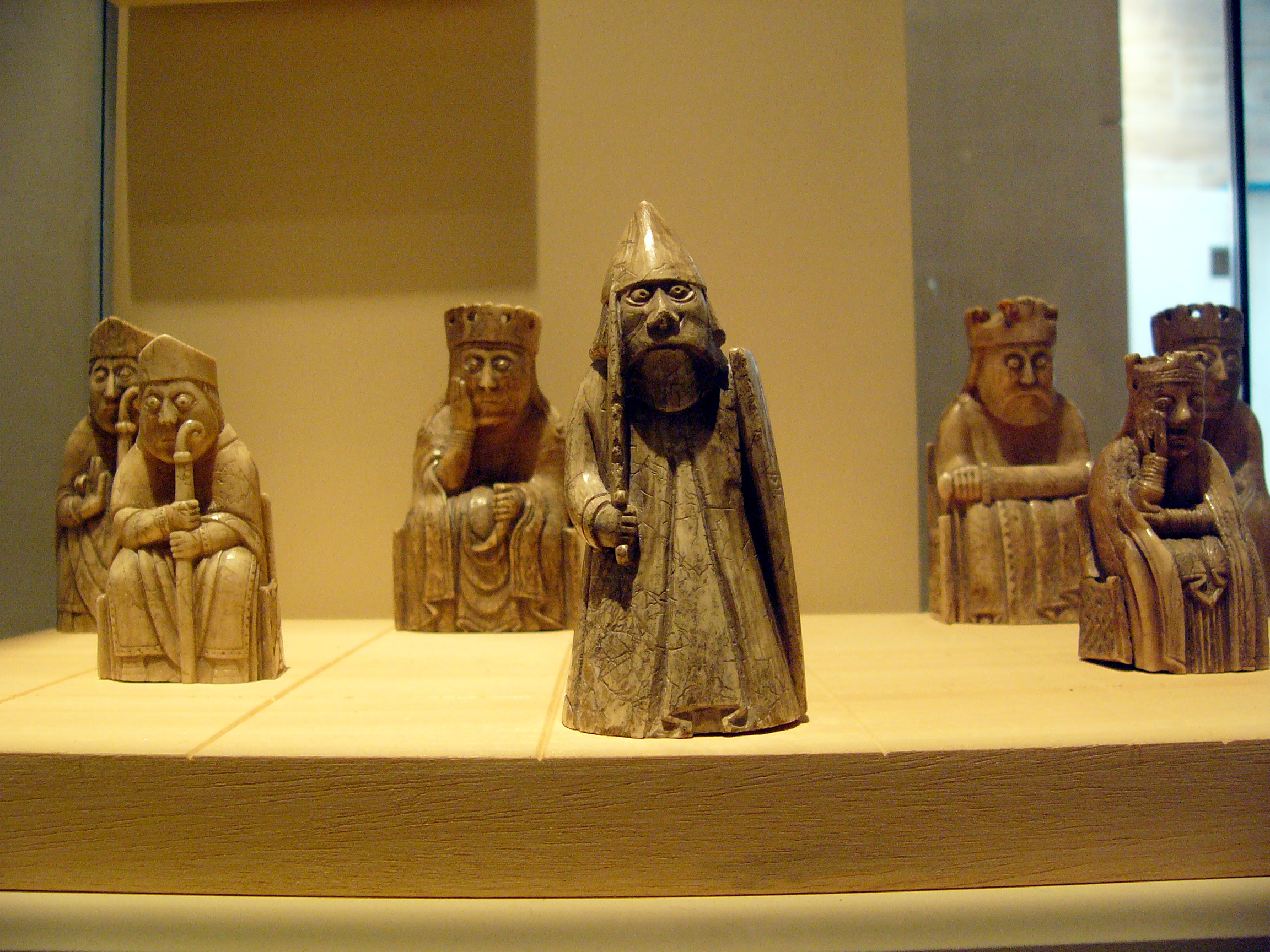
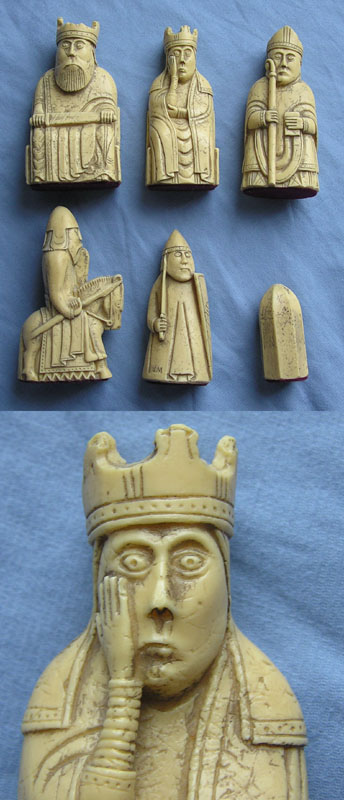
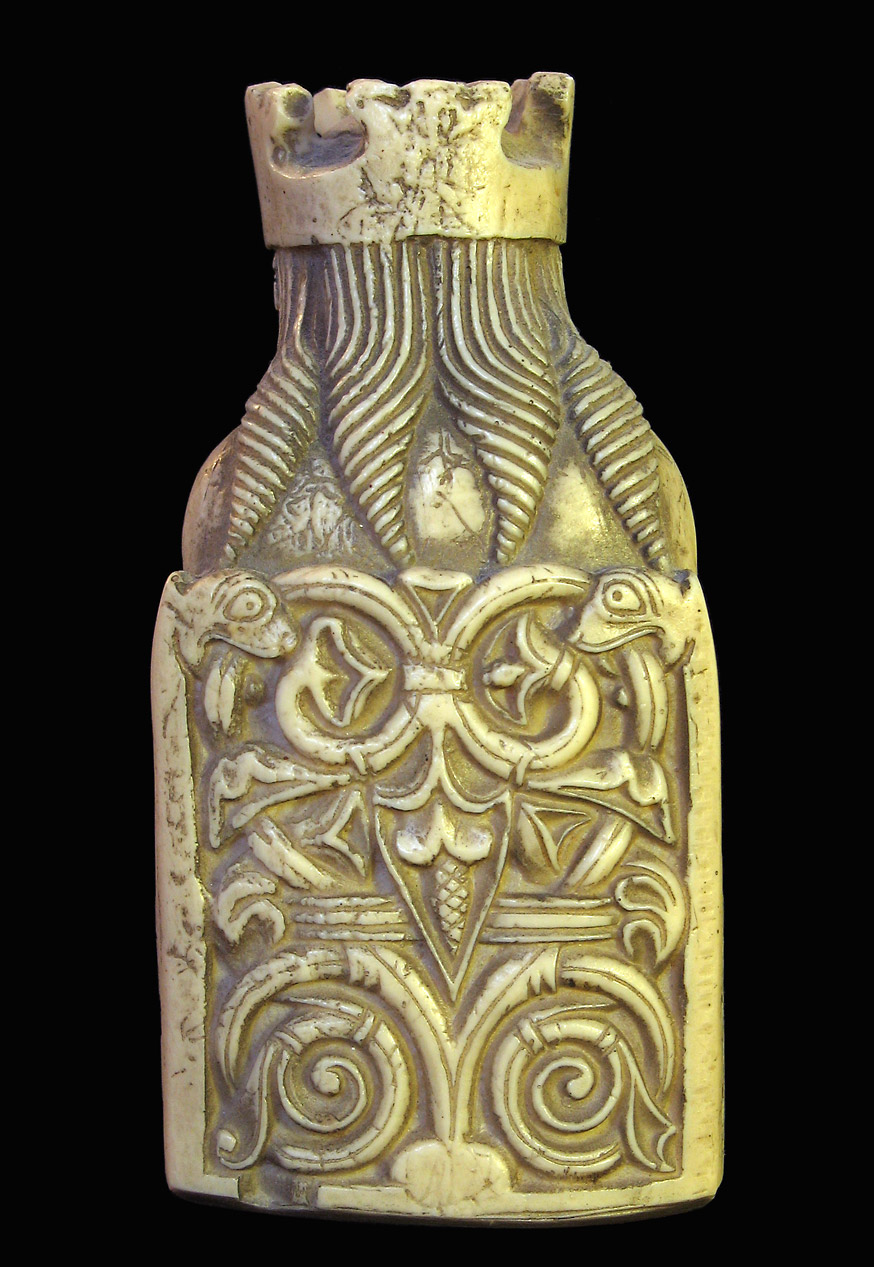
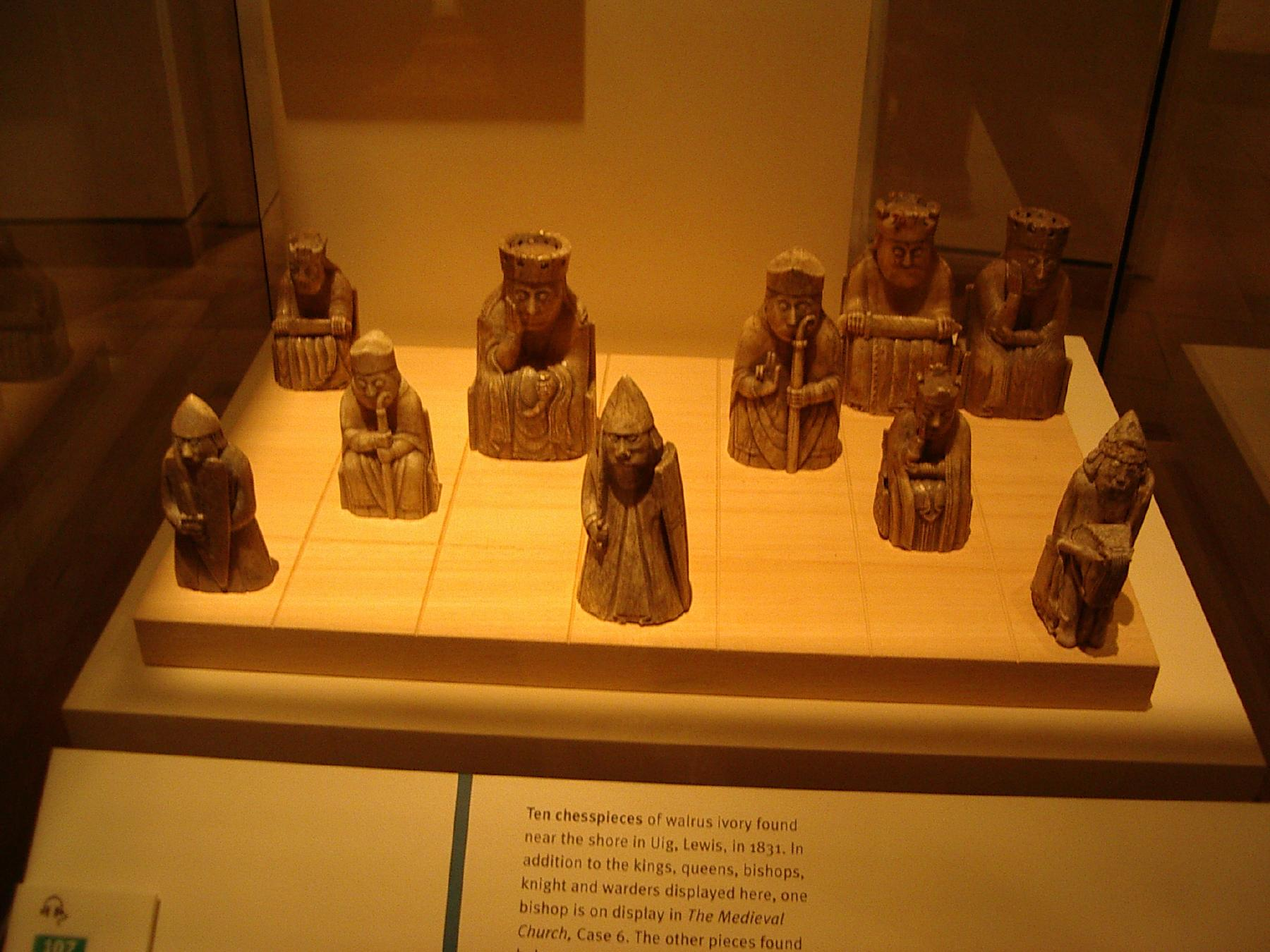
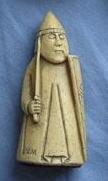
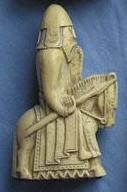